# William Elliot Griffis

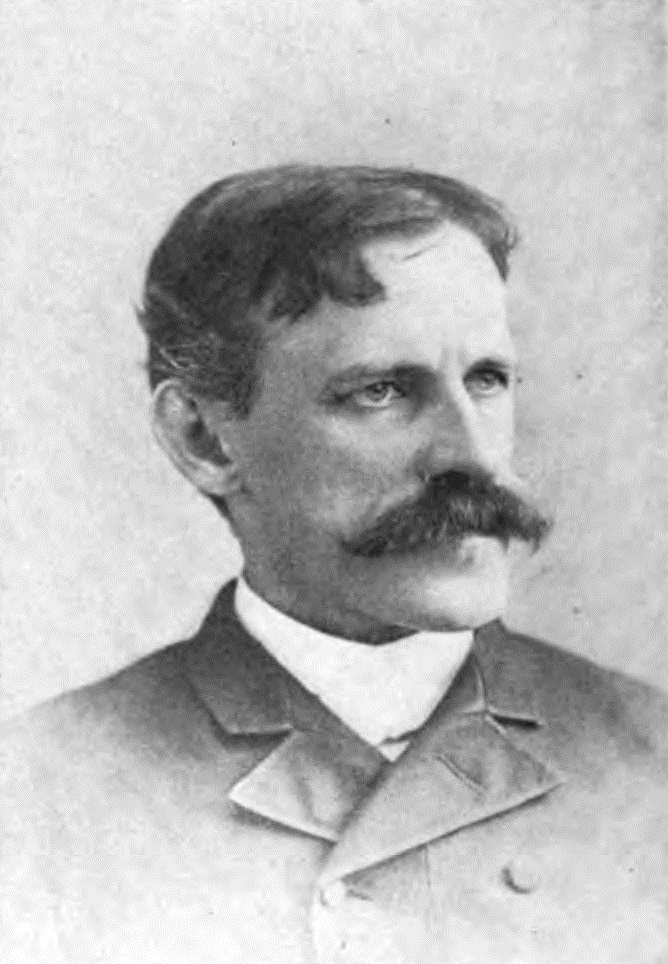
William Elliot Griffis

William Elliot Griffis (geboren 17. September 1843 in Philadelphia (USA); gestorben 5. Februar 1928 in den USA) war ein US-amerikanischer Pädagoge, der im Japan der Meiji-Zeit wirkte.

## Leben und Werk
William Elliot Griffis unterrichtete japanische Studenten, die ersten in den Vereinigten Staaten, während er von 1865 bis 1869 an der Rutgers-Universität studierte.
Dann kam Griffis durch Vermittlung des niederländischen Missionars Guido Verbeck 1870 nach Japan und wurde Lehrer der Naturwissenschaften und Chemie am Meidōkan (明道館), der Han-Schule der Fukui-Domäne (福井藩). Danach wurde er Lehrer an der „South School“ (南校, Nankō), einer Vorläufereinrichtung der Universität Tokio, und Chemieprofessor an der „Tōkyō Kaisei School“ (東京開成学校, Tōkyō Kaisei gakkō), ebenfalls einer Vorläufereinrichtung der Universität Tokio.
Nach seiner Rückkehr aus Japan im Jahr 1874 und seinem Abschluss am Union Theological Seminary in the City of New York arbeitete Griffis als Pastor in verschiedenen reformierten Gemeinden. Er verfasste The Empire (1876) und The Mikado (1915), basierend auf seinen Beobachtungen während seines Aufenthalts in Japan. Insgesamt verfasste er 18 Bücher und einige hundert Artikel über Japan und hielt hunderte öffentliche Vorlesungen über das Land.
Es war Griffis ein großes Anliegen, Japan zu einer modernen Nation wie die Vereinigten Staaten zu machen. Er hat auch Biografien von Perry, Harris, Hepburn, Verbeck und anderen Personen mit Japanbezug veröffentlicht.
Griffis erhielt zweimal die hohe japanische Auszeichnung „Orden der Aufgehenden Sonne“.

## Abbildungen aus „The Mikado’s Empire“

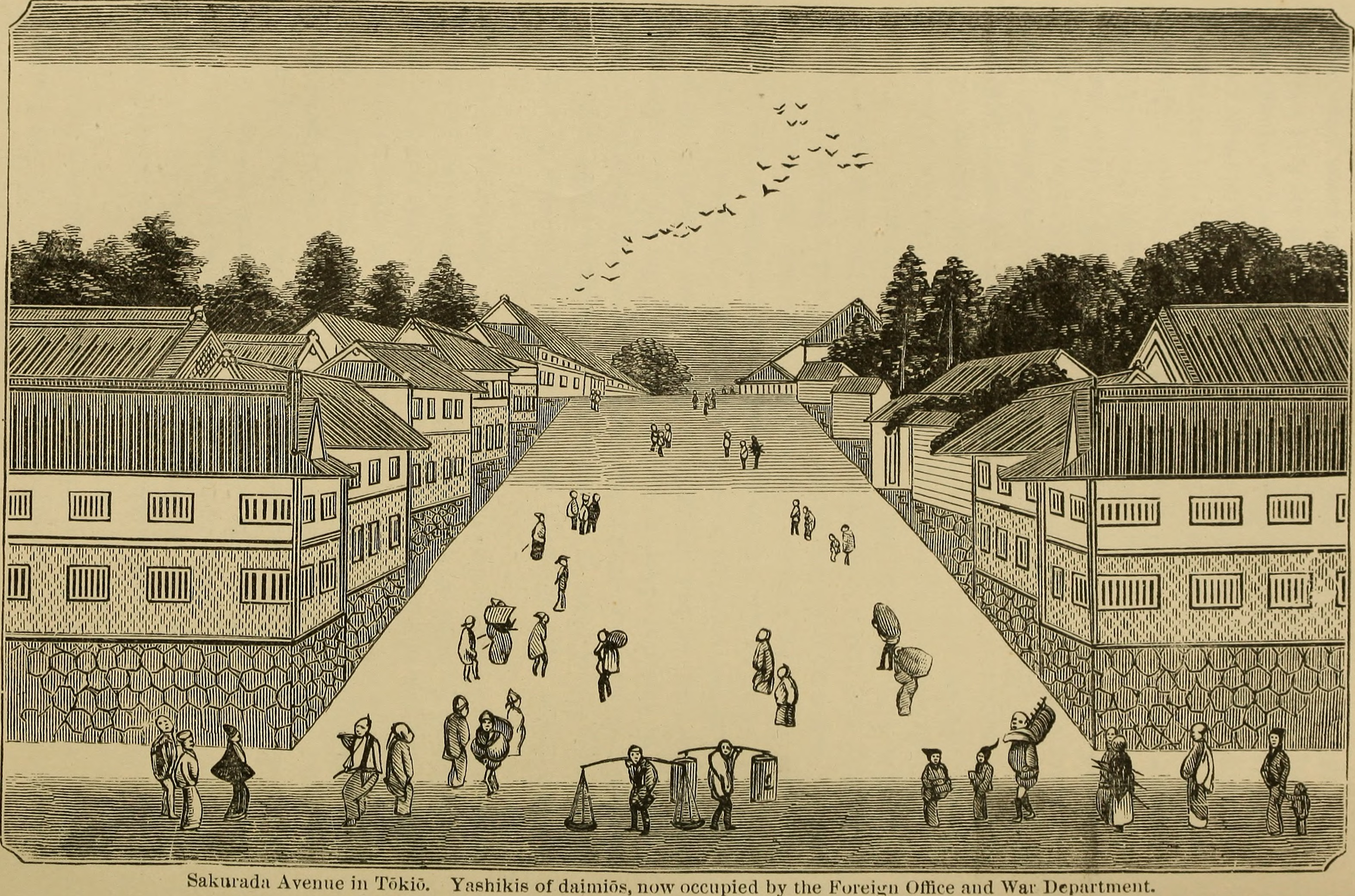
Edo, Kasumigaseki
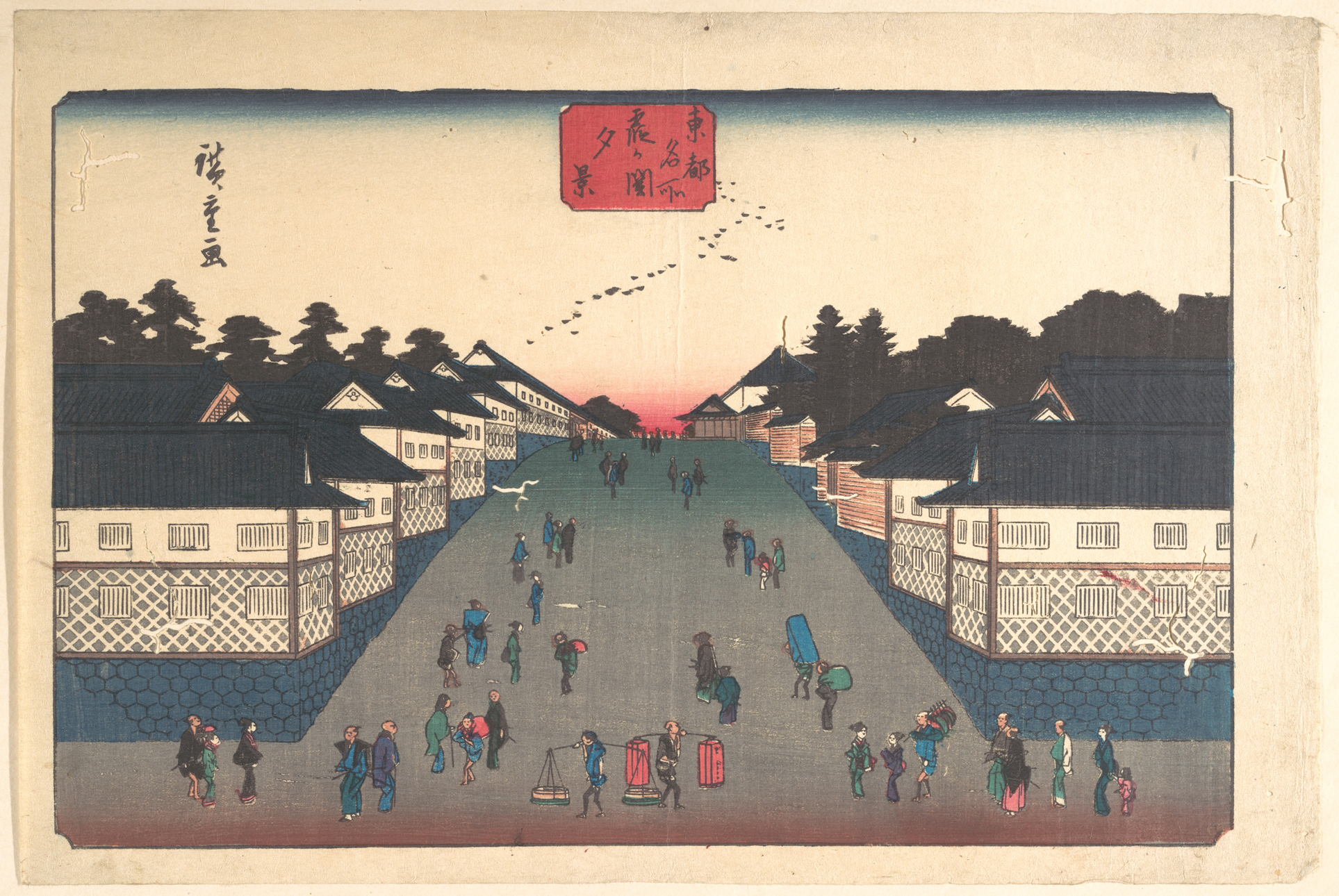
Vorlage: Utagawa Hiroshige
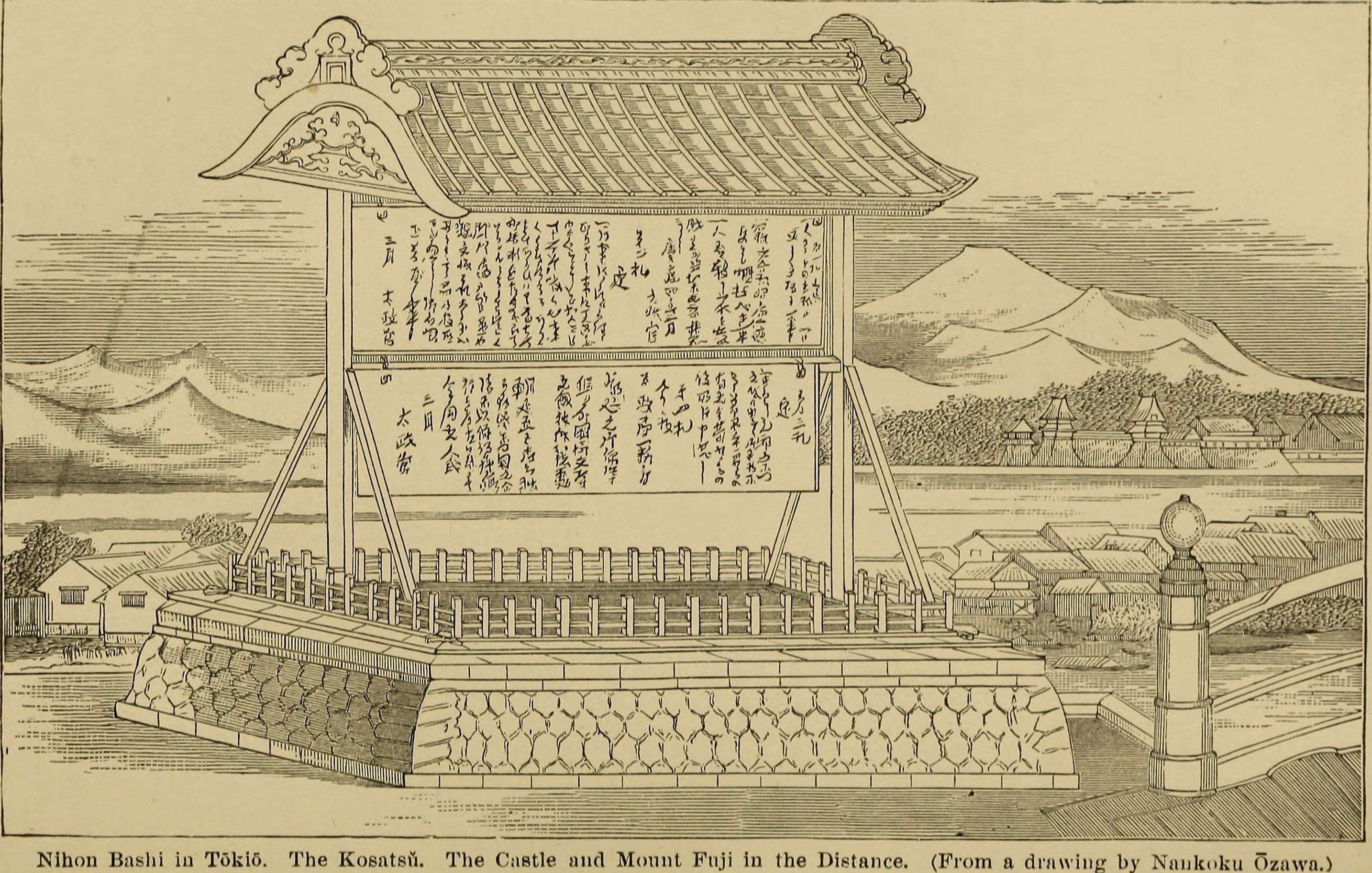
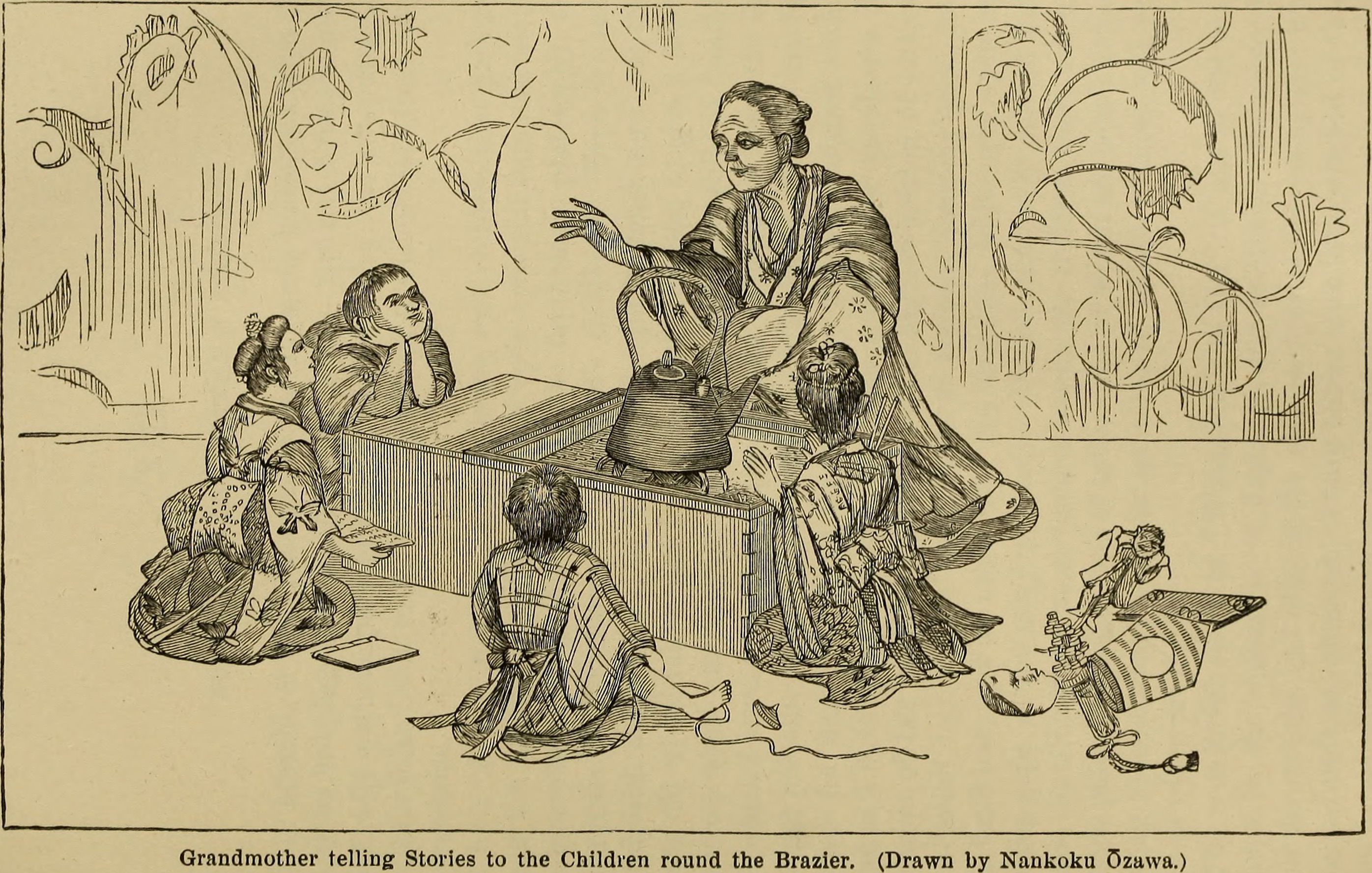
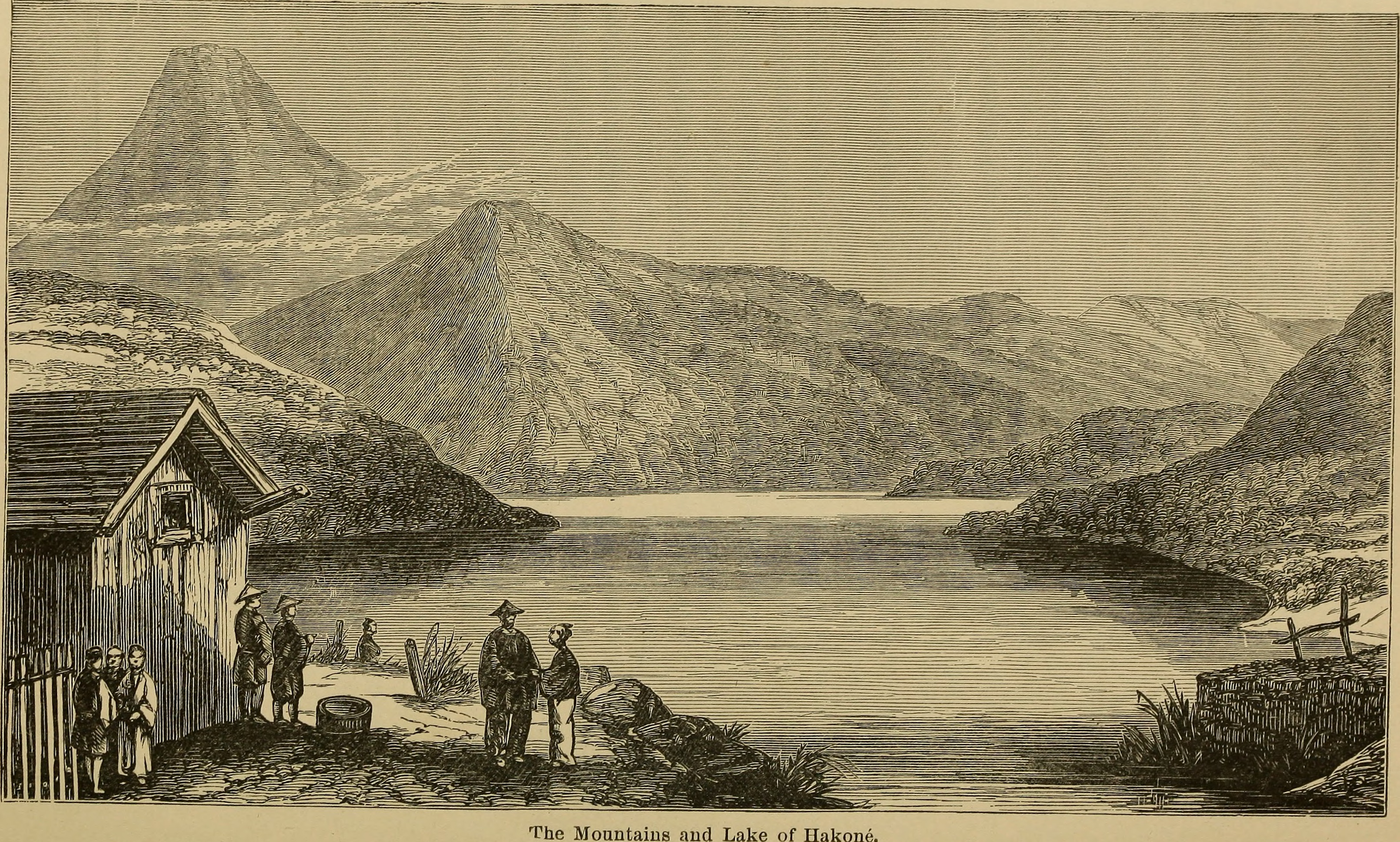
Hakone mit Fuji